# Matheus Escandel

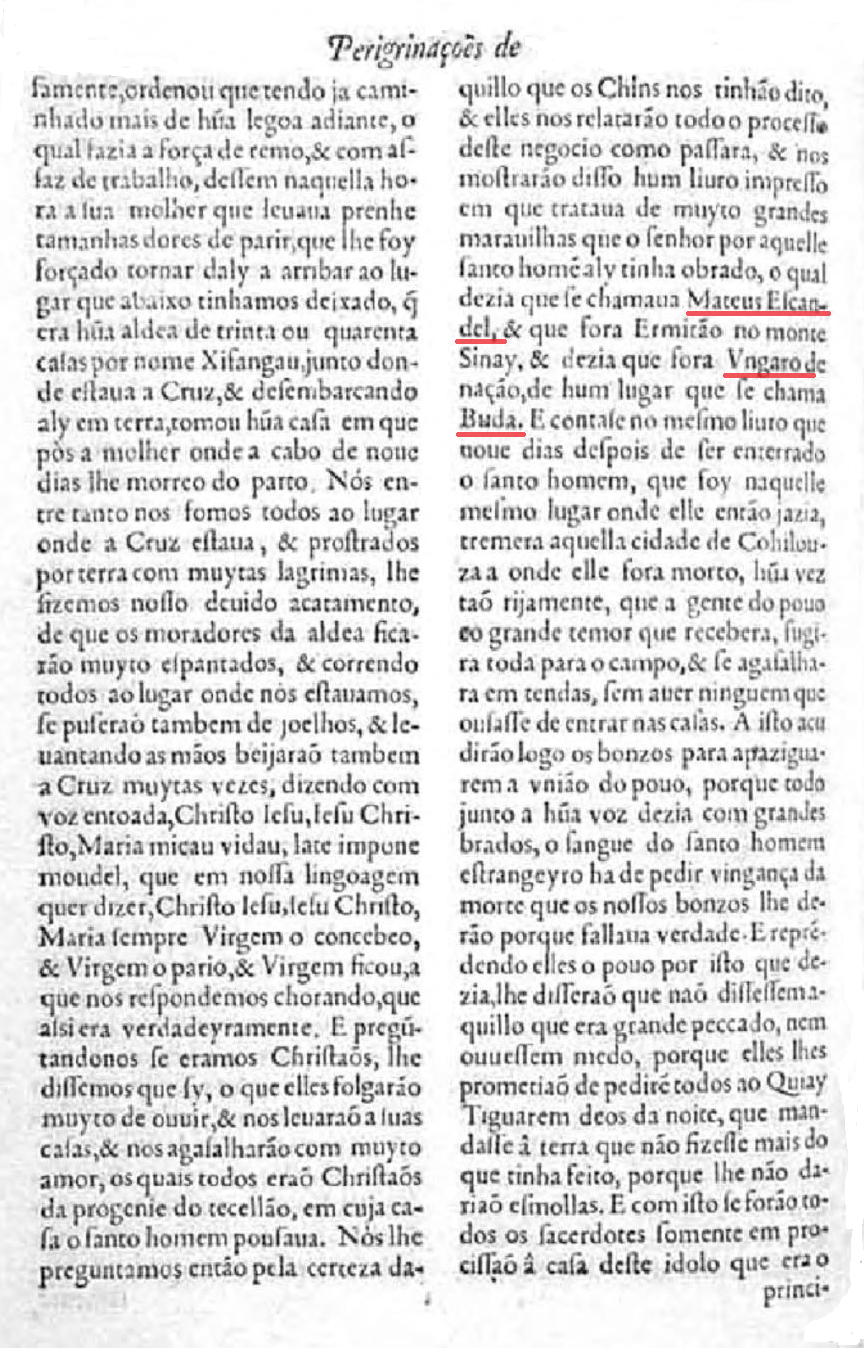
Ferñao Mendes Pinto 1614-es kiadású művének 96. fejezetének azon oldala, amelyen Matheus Escandel legendája szerepel. (Aláhúzással jelöve a neve, az Ungaro és a Buda szavak.

Matheus Escandel (egyéb hivatkozott névváltozatok: Mateus Escandel, Matheus Escandeli, Escandeli Máté; Eszkandeli Máté, Eszkandel Máté, Eszkandéli Máté, Eskandély Máté, Eskandélyi Máté; ? – kb. 1399) budai polgár, zarándok, hittérítő, vértanú. Kína első keresztény mártírja.
Budán született Szent István király uralkodása idején, más források szerint a 14. század elején. Remeteként élte az életét, és keresztény hittérítő volt. Megjárta a Szentföldet, és Indián keresztül egészen Kínáig jutott el, ahol talán 1399-ben hunyt el. Életének részleteit legendák őrizték meg, ezért kevés pontos adat maradt fenn róla. Kínában halálának körülménye tette nevezetessé. A legenda szerint egy hitvita során meggyilkolt öt embert feltámasztott, és emiatt a helybéli papok megölték. A hálás kínaiak emlékét ápolták és megőrizték az utókornak. Egy portugál forrás szerint Kína belső vidékén – egy eddig még pontosan nem azonosított helyen, az állítólagos Cohilouza nevű romvárosnál – egy általa emelt kőkereszt egészen a 16. századig megtalálható volt.
Általánosan elfogadott nézet szerint nevének és legendájának legkorábbi említése Ferñao Mendes Pinto (1509–1583) portugál utazó Peregrinaçam című művében olvasható. Életének első magyar nyelvű összefoglalóját Hevenessi Gábor (1656–1715) írta Ungaricae Sanctitatis Indicia című művében, melynek külön érdekessége, hogy még illusztrációt is mellékelt róla. Eszkandéli Mátét a római katolikus egyház a magyar boldogok között tartja számon, ünnepnapja november 13.

## Élete
A budai születésű polgár (civis Budensis), Matheus Escandel egyes források szerint a 11. században, Szent István király uralkodása idején, más források szerint a 14. század végén zarándokútra indult a Szentföldre. Itt több éven keresztül remeteként élt a Sion hegyén, és meglátogatta azokat a helyeket, amelyeket Jézus még földi életében megszentelt. Ekkor határozta el, hogy hittérítői munkába kezd, és távoli, nem keresztény népeknek hirdeti az Igét. Hajóra szállva előbb talán Indiába ment, majd a Sziámi Királyság (Sianis Regnum) érintésével „nehéz, hosszú tengeri út után” Kínába érkezett. Itt életszentségével, prédikációival és nem utolsósorban csodatételeivel sokakat megtérített. Egyes források szerint a helybélieknek egy kis katekizmust is összeállított kínai nyelven, más források szerint létezett egy mű, amely az életéről és csodatételeiről szólt. A számtalan csodatétele közül a források csak azt emelik ki, amikor egy hitvita során meggyilkolt öt kínait feltámasztotta. Ez vezetett a mártírhalálához is, ugyanis a helybéli boncok, a „sinai tévtanok papjai” ezen annyira feldühödtek, hogy megölték. Hívei azonban nem feledték, és a 16. században arra tévedt portugál „hadifoglyoknak” elmesélték Matheus Escandel életét, és az általa emelt kőkereszt előtt együtt imádkoztak.

## A klasszikus források és a legendaváltozatok

### Legkorábbi források

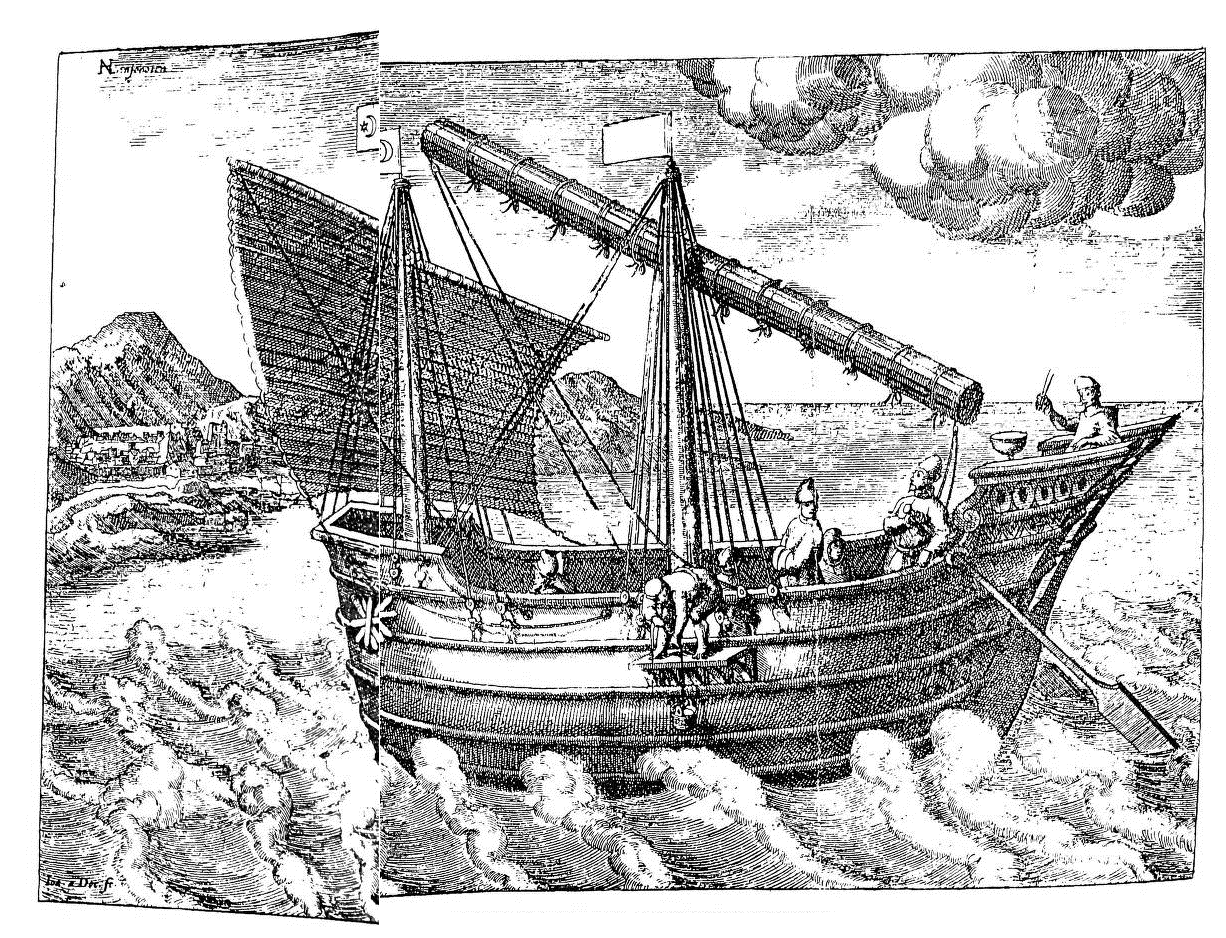
Pinto hajójának rajza könyvének egy illusztrációján

Általánosan elfogadott nézet szerint Matheus Escandel nevének és legendájának legkorábbi említése a portugál utazó, felfedező és író, Ferñao Mendes Pinto (1509–1583) művében bukkan fel. Pinto 1537 és 1558 között tengeri úton eljutott Indiába, Kínába és Japánba, majd 21 évig tartó útja végén hazatért, és terjedelmes, Peregrinaçam című műben írta meg hihetetlen kalandokkal teli történeteit. Műve azonban csak jóval a halála után, 1614-ben jelent meg először, így érdemes figyelembe venni azt lehetőséget, hogy meríthetett Joannes Lucena es Petrus Jarricus, India történetéről írott művéből, amelyben ugyancsak szerepel Matheus Escandel legendája, és könyv pedig még Pinto életében, 1555-ben, Lisszabonban jelent meg. Lucena és Jarricus művében szerepel az történet, amely szerint Kína belsejében egy kőkeresztet pillantottak meg az idevetődött portugál hadifoglyok, amelyen a következő felirat volt olvasható „patria lingua”, vagyis kínaiul: „Jesus Christus, Jesus Christus, Maria Virgo concepit, Virgo peperit, Virgo permansit” („Jézus Krisztus, Jézus Krisztus, Szűz Mária foganta, Szűz szülte, Szűz maradt!”). A portugálok térdre rogytak a kereszt előtt és csókjaikkal illették azt. A helybéliek pedig csatlakoztak hozzájuk, majd a mindkét fél számára meghökkentő egymásra találást követően egy kétszáz éves könyvet is megmutattak az idegeneknek, amely Máté élettörténetét és csodatételeit tartalmazta. Mint kiderült, a keresztet maga a Magyarországról elszármazott remete állította, akinek emléke még kétszáz évvel később is élt a helybéliek körében. Ez a történet olvasható Pinto művében is, amely nem kizárt, hogy merített Jarricuséktól, de a legenda tekintetében jóval részletesebb és regényesebb. Pinto művének korábbi részeiből kiderül, hogy miután megérkeztek Kínába, kifosztották az egyik császári sírt, amiért a hatóság egy év kényszermunkára ítélte őket, ami a nagy fal építését jelentette. Mielőtt letölthette volna a büntetését, az északról betörő „tatárok” fogságába esett, majd a tatárok kémeként beutazta Kínát és Kokinkínát. Így az ő elmesélésében természetesen már ő és társai a kőkeresztet felfedező portugál hadifoglyok. Pinto úgy tudja, hogy a kőkereszt egy Cohilouza nevű romvárosnál állt, amelynek jelentése: „mezei virág”. Neki a helyiek arról is beszámolnak, hogy Budán született Matheus Escandel, épp 142 évvel korábban halt mártírhalált. Sőt, azt is tudja, hogy miért és hogyan történt mindez. Pinto elmesélése szerint Máté hitvitákat folytatott a helyi papokkal, akik egy alkalommal megölték egyik hívét, egy takácsot és annak családtagjait. Miután Máté feltámasztotta őket, folytatta prédikációit a nép körében. A féltékeny papok azonban végezni akartak vele, így máglyára vetették. Csakhogy a tűz nem ártott neki. Ekkor halálra kövezték, a holttestét pedig a közeli folyóba dobták, melynek folyása öt napra megrekedt. Ezen csodák hatására egyre többen követték tanításait, s isteni büntetésként a halálát követő kilencedik napon hatalmas földrengés pusztította el Cohilouza városát. A helybéliek, akik Pintonak mindezt elmesélték és a kétszáz éves könyvet is megmutatták, mind annak a takácsnak leszármazottai voltak, akit Máté 142 évvel korábban holtaiból feltámasztott, és a romvároshoz közeli Xifangauban laktak.

### Legendájának későbbi átvételei és változatai
Magyarországra azonban nem ezekből a forrásokból jutott el Matheus Escandel legendájának híre. A kőszegi születésű, majd Galileivel szembeszegülő jezsuita szerzetes, Melchior Inchofer (Inchofer Menyhért; 1584–1648), 1664-ben, Rómában megjelent, Annales Ecclesiastici Regni Hvngariae című könyvében azt fájlalja, hogy mennyire ismeretlen Matheus Escandel saját hazájában. Nála Máté 1009-ben tűnik fel, mint budai polgár. A Szentföldi aszkéta életének rövid bemutatása után közli, hogy Máté Indiába ment, majd Sziámon keresztül Kínába, ahol Isten királyságát kezdte építeni. Csodatételei közül csak az öt halott feltámasztását említi, ami miatt a féltékeny és dühös helyi boncok (buddhista papok) rátámadtak és megölték. Mivel meghivatkozza Lucena művét, valószínűleg őtőle származnak az értesülései is.
Eggerer András bécsújhelyi pálos szerzetes 1663-ban megjelent művében szintén szerepel a magyar származású vértanú, amely nyilvánvalóan Inchofer szövegén alapul.
A szent életének első magyar nyelvű összefoglalója Hevenessi Gábor (1656–1715) nevéhez fűződik, aki az 1692-ben megjelentetett, Ungaricae Sanctitatis Indicia című hagiográfiai gyűjteményében illusztrációt is mellékel róla. Ezen a képen, a tunikát viselő Máté inkább hasonlít egy ókeresztény mártírra, mintsem középkori hittérítőre. Hevenessi szövege szintén azokat az eseményeket tartalmazza, amelyek Inchofertől már ismertek, de forrásként hivatkozik Lucenára (Locena) és Jarricusra is. Hevenessinél, a majd később tárgyalandó okok miatt, Máté Japánban végzett térítő munkát, és ott is szenvedett vértanúhalált.

„Eszkandéli Máté budai polgár volt. Miután megismerte az igazságot a Szent István király idején fölgyulladt evangéliumi világosságból, zarándokként Jeruzsálembe indult. Fölkereste Krisztus szenvedésének helyeit, s annyira fölébredt benne az életszentség utáni vágy, hogy a Sion hegyén, egy barlangban remeteéletet kezdett. Néhány évet töltött a magányban, s Istennel eltelve és az ő szeretetétől lángolva másokat is föl akart gyújtani. Teret keresett az apostolkodáshoz, és csodálatos, mennyi helyet bejárt. Főleg a pogányság sötétségétől megvakultakat kereste, hogy megismertesse velük az igaz Istent, és akit ő küldött a földre, Jézus Krisztust. Legnagyobb vágya az volt, hogy az igaz hit világosságára vezesse őket. Így tehát jámbor vágyától vezetve -- melyet mint a későbbiek bizonyítják, Isten ébresztett benne -- elhatározta, hogy Indiába megy. Nem is késlekedett: hosszú és veszedelmekkel teljes utazás végén Isten vezetésével elérte Japánt, és egészen az ország belsejéig hatolt. Nagy bátorsággal kezdte hirdetni Isten országát előbb szent életével, majd hatásos prédikációval. Isten különleges ajándékaként nagy csodákat művelt, s ezzel sokakat a keresztény hitre térített, és annyira meggyökereztette bennük az igaz tanítást, hogy azt többé nem tudta kiforgatni a lelkekből semmiféle babona. A pogányokhoz mindig a saját anyanyelvén, azaz magyarul szólt, s beszéde a Szűzanya tiszteletéről, az ő dicséretéről és kiválóságáról szólt. Mikor pedig egyre szélesebb körben terjedt szentségének híre, s még a boncok közül is többen megtértek, a többiek irigységből véget vetettek életének. Az ottaniak mind a mai napig tisztelik a vértanút.”

Pray György (1723–1801), a neves jezsuita történetíró 1763-as művéhez szintén Lucena írását használta, és Máté tevékenységét az 1009. évhez csatolja.
A későbbi források – köztük már több magyar nyelvű – következetesen a 11. századra helyezi Máté kínai működésének idejét, sőt, mint arra Ilkó Krisztina tanulmányában rámutat, tévesen átveszik Inchofer azon állítását, miszerint Escandel Máté író is volt, amit a már említett, a helybéliek által a portugáloknak mutatott könyvre alapozott. Erről azonban tudvalevő a korábbi források alapján, hogy csak Mátéról szólt, nem pedig ő írta.

## Matheus Escandel életének datálása

### Tudományos álláspont
A rendelkezésre álló források alapján két, egymástól több száz év különbségre lévő korszakba is elhelyezhető a magyarországi hittérítő és mártír működése. A későbbi források a 11. század első felére, Szent István uralkodására helyezik, míg a korábbi források a 14. század végét jelölik ki lehetséges időpontként. Nem csak a téma modern kutatói, de már 1892-ben, Kuun Géza is azt tartja valószínűbbnek, hogy a 14. század vége, Zsigmond király uralkodásának ideje helytállóbb.

### Kínai források
Ha azonban inkább elfogadható a Pinto utazásának időpontjából és az általa leírtak alapján rekonstruált időpont, nevezetesen az 1399-es esztendő, mint Matheus Escandel vértanúhalálának időpontja, akkor ez azt jelenti, hogy Máté az idegen, mongol igát magáról épp csak lerázó, Ming-dinasztia (1368–1644) idején érkezhetett Kínába, és az új dinasztia második császárának, Huj-tinak 惠帝 (ur. 1398-1402) a trónra lépésének elején hunyt el. A precíznek tartott kínai történetírói gyakorlat alapján feltételezhető volna, hogy kínai forrásban is fellelhető nyoma Máté kínai tevékenységének, esetleg halálának. Csakhogy ennek eddig nem találták nyomát, miként az előző, a mongol Jüan-dinasztia idején Kínában járt Marco Polo sem szerepel a kínai krónikákban. A kínai forrásokra támaszkodva további lehetséges támpontot nyújthat Máté halálának datálásához a legendában említett földrengés, amely állítólag a földdel tette egyenlővé Cohilouza városát. A kínaiak ugyanis minden rendkívüli esemény, aszály, árviz, kettős szivárvány, téli villámlás stb., vagy épp földrengés pontos időpontját feljegyezték, mert ezekről úgy vélték, hogy az Ég küldte jelek, amelyek a kormányzásban bekövetkezett bicsaklásokra figyelmeztetnek. A Ming-dinasztia hivatalos történeti művében, a Ming si 30. fejezetében, ahol a dinasztia uralkodása alatt észlelt földrengések időpontjai és helyszínei találhatók, csakugyan olvasható egy bejegyzés, amely arról tudósít, hogy 1399. április 16-án, a fővárost, Pekinget rázta meg egy földrengés (建文元年三月甲午，京师地震). Károkról és áldozatokról azonban nem esik szó.
További feltételezések szerint Matheus Escandel valahol a mai Santung tartományban tevékenykedett. Ezen a vidéken azonban 1399-ből nincs említve földrengés, az ehhez legközelebbi dátumok, amikor Santungban földrengést észleltek: 1390. február 1. és 1404. december 17., ez utóbbi során a fővárosban és Kajfengben is „nagy robajjal” rengett a föld, károkról, áldozatokról azonban nem esik szó. (Az 1009-es esztendőben egy földrengést jegyeztek fel Senhszi tartományban, amely áprilisban történt.)

## A helynevek

### Cohilouza
Voigt Vilmos lexikonszócikkében a Matheus Escandel legendájában szereplő Cohilouza kínai város nevével kapcsolatban azt írja: „A Cohilouza név eleje a cochinilha ’bíbortetű’ szóval, a vége pedig a louça da China ’porcelán’ szóval egyeztethető – azaz a kor orientális szókincséből tetszés szerint lett átvéve.” Voigt ugyan nem mondja ki, de érzékelteti, hogy a városnév – amely kínai eredetiből meggyőzően csakugyan nem vezethető le – talán csak Pinto fantáziájának gyümölcse.

### Xifangau
A legendában a romváros, Cohilouza közelében lévő másik település, Xifangau azonban azonosítható, de épp az azonosíthatósága teszi némiképp hiteltelenné Pinto beszámolóját. Xifangau ugyanis nem más, mint Japánnak a középkorban ismert európai neve (vö. Zipangu = Nippon). Épp erre hivatkozva léteznek olyan források is, amelyek úgy vélik, hogy Máté Japánban is felbukkant, térített, majd pedig ott szenvedett vértanúhalált (pl. Hevenessi fentebb).

## Matheus Escandel magyar neve
Az a kérdés, hogy mi lehetett az eredeti neve Matheus Escandelnek, régóta foglalkoztatja a kutatókat. Az Escandel nyilvánvalóan nem magyar családnév, de Voigt állítása szerint Marseille-ben máig élnek az Escandel nevet viselő családok. Provence-i etimológiája könnyen megfejthető: scandale 'botrány', vagy az okszitánban: escandol 'kár', 'balszerencse'. Tény, hogy a középkorban Provence-ból bizonyíthatóan többen is eljutottak és letelepedtek Magyarországon.
Egy másik létező magyarázat szerint a név baszk eredetű, a jelentése pedig 'kis tölgyfa'.
Matheus Escandel nevének lehetséges magyar változatainak megfejtésére tett, legteljesebb összefoglalást Rákóczi István adja portugál nyelvű tanulmányában. A következő lehetséges formákat gyűjtötte össze:
- Eszkandély (magyar eredetű, jelentése: 'gyertyamártogató')
- Escandell (a későbbi magyar Eszkandeli, vagy Eszkandéli provence-i eredetű családnév változata)
- Alexander (vö.: Ishkander)
- Kandé (az ótörök méltóságnévből, régi magyar személynévvé lett Kende/Kündü változata

További eredetfejtő kísérletek a teljes név rekonstrukciójára, amelyek némelyikében már megjelenik Matheus Escandel, a forrásokban hangsúlyozott budai származása is.
- Budai Máté – Mateus de Buda
- Kandéi Máté – Mateus de Kandé (Ex Kandé)
- Faggyas Máté – Mateus Candelabreiro
- Sándor Máté – Mateus Alexandre
- Budai Sándor – Alexandre de Buda

A Katolikus Egyház Eszkandéli Máté néven tartja nyilván a magyar boldogok között.